# Iron Beam
Iron Beam (željezna zraka) sustav je protuzračne obrane s oružjem usmjerene energije koji je na Singapore Airshowu 11. veljače 2014. predstavio izraelski obrambeni izvođač Rafael Advanced Defense Systems. Sustav je dizajniran za uništavanje raketa kratkog dometa, topništva i minobacačkih granata, a ima domet do 7 km. Sustav bi također mogao presresti bespilotne letjelice (UAV). Iron Beam činit će peti element izraelskog integriranog sustava protuzračne obrane.

## Odlike
Iron Beam koristi se laserom za uništavanje mete u zraku unutar 4 – 5 sekundi nakon njezina ispaljivanja s udaljenosti od 20 km. Bilo da djeluje kao samostalan sustav ili s vanjskim praćenjem kao dijelom protuzračnog obrambenog sustava, prijetnju otkriva nadzorni sustav i prati je niz platformi. Glavne prednosti korištenja oružja usmjerene energije u odnosu na konvencionalne presretače projektila niži su troškovi po hitcu, neograničen broj ispaljivanja, niži operativni troškovi i manje radne snage. Također nema krhotina presretača koji bi mogli pasti na zaštićeno područje. Trošak svakog presretanja je zanemariv, za razliku od skupih presretača projektila, oko 2000 američkih dolara po ispaljivanju kako bi se pokrili svi troškovi, nasuprot 100–150 tisuća dolara po ispaljivanju presretača.
U 2016. godini objavljeno je da su razine snage lasera bile "desetke kilovata".  Iako službene informacije nisu dostupne, izvješće iz 2020. kaže da se smatra da Iron Beam ima maksimalni učinkovit domet do 7 km, i da bi mogao uništiti projektile, bespilotne letjelice (dronove) i minobacačke granate oko četiri sekunde nakon što par visokoenergetskih lasera s optičkim vlaknima stupe u kontakt s metom.

## Razvoj
Sustav se temelji na petogodišnjem istraživanju i razvoju lasera u čvrstom stanju. Razvio ga je Rafael, a financira ga izraelsko Ministarstvo obrane. Baterija Iron Beam sastoji se od radara protuzračne obrane, jedinice za upravljanje i kontrolu (C2) i dva HEL (High Energy Laser) sustava. Zamišljeno je da bude mobilan i da se može koristiti samostalno, ali je kasnije učinjen nemobilnim kako bi se riješili problemi s težinom, snagom i integracijom u Željeznoj kupoli i kako bi se smanjila složenost. Namijenjen je za dva laserska topa za početnu snagu od 100 – 150 kW.
Od 2016. Iron Beam uglavnom je financiralo izraelsko Ministarstvo obrane, a Rafael je čekao odluku hoće li se odlučiti upravljati tim sustavom. Rafael je također težio povećanju dometa sustava i partnerstvu s drugim tvrtkama za daljnji razvoj prototipa.
U travnju 2022. izraelsko Ministarstvo obrane i Rafael objavili su da je u nizu eksperimenata sustav uspješno oborio bespilotne letjelice, rakete, minobacačke granate i protutenkovske projektile. Vojska se zalagala za ranije raspoređivanje, vjerojatno zbog zabrinutosti da neće biti dovoljno projektila Željezne kupole za borbu protiv napada, premijer Naftali Bennett rekao je u veljači 2022. da će Izrael postaviti sustav unutar godine dana. Međutim, u listopadu 2022. Rafael je rekao da očekuje da će trebati "dvije do tri godine" za operativno raspoređivanje oružja od 100+ kW.